# 蒂氏鸫
也称梯氏鸫，是雀形目鸫科的一种鸟类。种小名unicolor意为单色的。
其中文名源自英文名Tickell，该词习惯上翻译为蒂克尔。2022年，为更符合翻译的习惯，“中国鸟类名录”10.0版将梯氏鸫的中文名修改为蒂氏鸫。

## 特征
蒂氏鸫体重约64.19克，翼长约120.5毫米，嘴峰长约23.1毫米，喙宽度约4.7毫米，喙厚度约5.7毫米，跗蹠长约30.3毫米，尾长约81.7毫米。蒂氏鸫在其分布区内为留鸟，其栖息在半开放的高大树木组成的森林中，食性为杂食性，主要食物来源是陆生无脊椎动物。

## 分布
从克什米尔沿喜马拉雅山至尼泊尔；越冬于南印度。